# Момбука
Момбука (порт. Mombuca)  —  муниципалитет в Бразилии, входит в штат Сан-Паулу. Составная часть мезорегиона Пирасикаба. Входит в экономико-статистический  микрорегион Пирасикаба. Население составляет 3484 человека на 2006 год. Занимает площадь 133,198 км². Плотность населения — 26,2 чел./км².

## История
Город основан 28 февраля 1964 года.

## Статистика
- Валовой внутренний продукт на 2003 составляет 29.001.130,00 реалов (данные: Бразильский институт географии и статистики).
- Валовой внутренний продукт на душу населения на 2003 составляет 8.759,02 реалов (данные: Бразильский институт географии и статистики).
- Индекс развития человеческого потенциала на 2000 составляет 0,750 (данные: Программа развития ООН).